# Litoria capitula
Litoria capitula – bardzo słabo poznany gatunek indonezyjskiego płaza bezogonowego z podrodziny Pelodryadinae w rodzinie rzekotkowatych (Hylidae).

## Taksonomia
Gatunek ten opisał w 1968 roku Michael James Tyler pod nazwą Hyla capitula, umieszczając go w rodzaju Hyla obejmującym m.in. rzekotki europejskie. Holotyp to samica odłowiona w maju 1924 roku przez F. Kopsteina. Jako miejsce typowe Tyler podał „Samlakki, Tenimber Island”. W 1971 roku ten sam autor przeniósł gatunek do rodzaju Litoria.

## Występowanie
Ze zwierzęciem tym spotkano się do tej pory tylko raz i w jednym miejscu, które w związku z tym musiało stać się jego typową lokalizacją. Jest to Yamdena – największa z indonezyjskich wysp Tanimbar wchodzących w skład prowincji Moluki. Jak dotąd nie stwierdzono, by zamieszkiwał jakiś obszar prawnie chroniony.

## Rozmnażanie
Z powodu braku danych pewne jest tylko to, że rozwija się z udziałem larw (kijanka) w środowisku wodnym.

## Status
Niemożliwy do określenia, ponieważ gatunku nie obserwowano, odkąd go po raz pierwszy opisano.